# ProSiebenSat.1 Media
ProSiebenSat.1 Media (abreviat oficial ca P7S1, cunoscută anterior ca ProSiebenSat.1 Media AG) este o companie media din Germania. Din anul 2007 este deținut majoritar de fondurile de investiții KKR și Permira. Grupul este una dintre cele mai mari companii media din Germania și deține canalele TV ProSieben, Sat.1, N24 și Kabel1.
În iunie 2007, capitalizarea bursieră a companiei era de 3,2 miliarde de Euro. Tot în iunie 2007, ProSiebenSat.1 Media a preluat compania de televiziune și radio SBS Broadcasting pentru suma de 3,3 miliarde de euro.